# Rhynocrangon
Rhynocrangon is een geslacht van kreeftachtigen uit de klasse van de Malacostraca (hogere kreeftachtigen).

## Soorten
- Rhynocrangon alata (Rathbun, 1902)
- Rhynocrangon rugosa Komai & Komatsu, 2008
- Rhynocrangon sharpi (Ortmann, 1896)